# FC Pivovar Veľký Šariš

FC Pivovar Veľký Šariš là một câu lạc bộ bóng đá Slovakia, đến từ thị trấn Veľký Šariš. Câu lạc bộ được thành lập năm 1919.